# فرنسيسكو كوردوفا
فرنسيسكو كوردوفا (بالإسبانية: Francisco Córdova)‏ هو لاعب كرة قاعدة مكسيكي، ولد في 26 أبريل 1972 في Cerro Azul, Veracruz ‏ في المكسيك.

## وصلات خارجية
- فرنسيسكو كوردوفا على موقع دوري كرة القاعدة الرئيسي (الإنجليزية)
- فرنسيسكو كوردوفا على موقعبيزبول رفرنس.كوم (الدوري الرئيسي) (الإنجليزية)
- فرنسيسكو كوردوفا على موقعبيزبول رفرنس.كوم (الدوري الثانوي) (الإنجليزية)
- فرنسيسكو كوردوفا على موقع إي إس بي إن.كوم (أم.أل.بي) (الإنجليزية)
- فرنسيسكو كوردوفا على موقع مشجعي الرسوم البيانية (الإنجليزية)